# Psectrogaster ciliata
Psectrogaster ciliata es una especie de peces de la familia Curimatidae en el orden de los Characiformes.

## Morfología
Los machos pueden llegar alcanzar los 12,9 cm de longitud total.

## Hábitat
Vive en zonas de clima tropical.

## Distribución geográfica
Se encuentran en Sudamérica: Argentina y  cuencas de los ríos Esequibo, Orinoco,  Branco y  Amazonas.